# Sách thảo dược

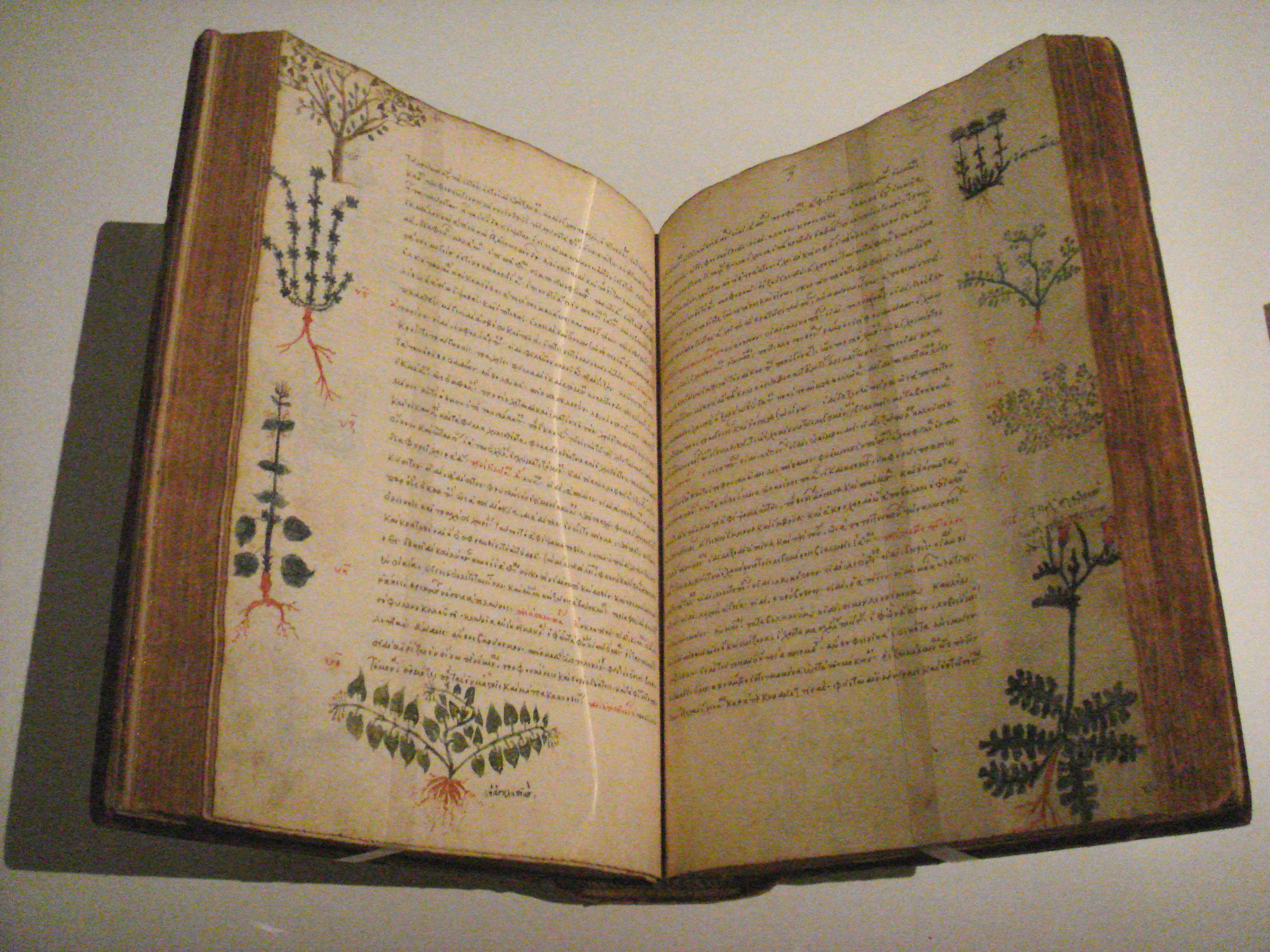
Cuốn De Materia Medica của Dioscorides, Byzantium, cuốn sách này đã 1500 năm tuổi.

Sách thảo dược, như đúng tên gọi, là một loại sách có chứa tên và mô tả của thực vật, thường đi kèm thông tin về tác dụng thuốc, ẩm thực, chất độc, tính gây ảo giác, mùi thơm, hoặc sức mạnh ma thuật cũng như truyền thuyết liên quan đến các loại cây này. Sách thảo dược cũng có thể phân loại các loại cây mà nó mô tả, có thể cung cấp các công thức chiết xuất thảo dược, cồn, hoặc potion, và đôi khi còn bao gồm cả dược phẩm lấy từ động vật và khoáng vật ngoài các loại thực vật. Các sách thảo dược thường có hình minh họa để hỗ trợ nhận dạng cây trồng.
Sách thảo dược là một trong những tài liệu đầu tiên được viết ra ở Ai Cập cổ đại, Trung Quốc, Ấn Độ và châu Âu  thể hiện kiến thức ngày càng tăng về y học với công lao từ các nhà thảo dược, người bào chế và bác sĩ. Sách thảo dược cũng nằm trong số những cuốn sách đầu tiên được in ở cả Trung Quốc và châu Âu. Sách thảo dược Tây Âu phát triển mạnh mẽ trong hai thế kỷ sau sự ra đời của loại mang đi được. (c. 1470–1670).
Vào cuối thế kỷ XVII, sự nổi lên của hóa học hiện đại, độc chất học và dược lý học làm giảm giá trị dược liệu của sách thảo dược cổ điển. Tài liệu tham khảo cho nghiên cứu thực vật và nhận dạng thực vật đã được thay thế bởi sách thực vật- hệ thống các loài thực vật được tìm thấy phát triển trong một khu vực cụ thể, với mô tả thực vật khoa học chính xác, phân loại, và hình minh họa. Các sách thảo dược đã chứng kiến một sự trở lại khiêm tốn ở thế giới phương Tây từ những thập niên cuối của thế kỷ XX, vì thảo dược và các ngành liên quan (như vi lượng đồng căn và trị liệu bằng hương) đã trở thành những dạng y học thay thế phổ biến.